# Kevin Phillips
Kevin Mark Phillips (nació el 25 de julio de 1973 en Hitchin, Hertfordshire) es un futbolista inglés retirado. Su posición era la de delantero centro, que fueron las bases del éxito con el Sunderland AFC; no obstante, ha tenido también éxito en varias posiciones a lo largo de su carrera.

## Selección nacional
Ha sido internacional con la Selección de fútbol de Inglaterra, ha jugado 8 partidos internacionales.

### Participaciones en copas intercontinentales
| Competencias internacionales | Sede              | Resultado    |
| ---------------------------- | ----------------- | ------------ |
| Eurocopa 2000                | Bélgica y Holanda | Primera fase |

## Clubes
| Club                 | País       | Año       |
| -------------------- | ---------- | --------- |
| Watford              | Inglaterra | 1997      |
| Sunderland           | Inglaterra | 1997-2003 |
| Southampton          | Inglaterra | 2003-2005 |
| Aston Villa          | Inglaterra | 2005-2006 |
| West Bromwich Albion | Inglaterra | 2006-2008 |
| Birmingham City      | Inglaterra | 2008-2011 |
| Blackpool            | Inglaterra | 2011-2012 |
| Crystal Palace       | Inglaterra | 2012-2013 |
| Leicester City       | Inglaterra | 2013-2014 |

## Palmarés

### Campeonatos nacionales
| Título                       | Club                 | País       | Año  |
| ---------------------------- | -------------------- | ---------- | ---- |
| Football League Championship | Sunderland           | Inglaterra | 1999 |
| Football League Championship | West Bromwich Albion | Inglaterra | 2008 |
| Football League Cup          | Birmingham City      | Inglaterra | 2011 |
| Football League Championship | Leicester City FC    | Inglaterra | 2014 |

### Distinciones individuales
| Distinción                                      | Año     |
| ----------------------------------------------- | ------- |
| Máximo goleador de la Premier League (30 goles) | 1999-00 |